# Royal Bachelors' Club

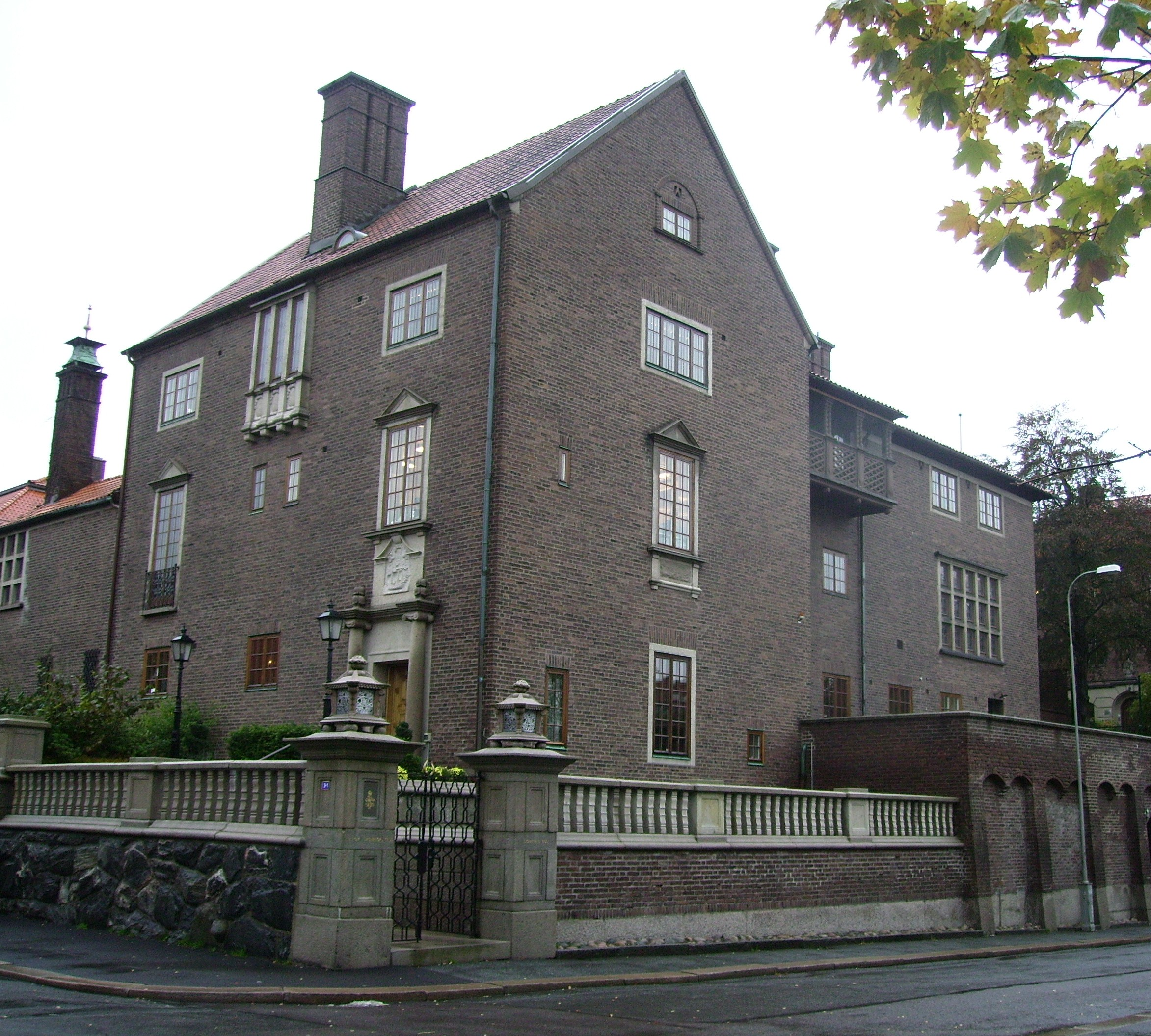
Royal Bachelor's Club lokaler, Skyttegatan 1 i Göteborg.

The Royal Bachelors' Club är den äldsta ännu verksamma herrklubben i engelsk stil i Sverige. Klubben har sitt säte i Göteborg och grundades 1769, vilket också gör den till den fjärde äldsta klubben av detta slag i världen. Klubblokalen finns i Broströmska villan på Skyttegatan 1 i stadsdelen Lorensbergs villastad.

## Historia
The Royal Bachelors' Club grundades den 9 november (jul. kal.) 19 november (gre. kal.) 1769 . Flertalet av klubbens grundare var personer med engelsk eller skotsk bakgrund. Det första konstituerande mötet hölls den 25 november. Bland de 33 medlemmarna vid grundandet fanns William Chalmers.
År 1787 erhöll klubben ett kungligt privilegium förmedlat genom kungl sekreterare Claes Gartz. Gartz blev därefter hedersledamot i klubben.

## Lokaler
Genom åren har klubben bytt lokal ett antal gånger. År 1932 flyttade man från Wilsonska huset vid Gustaf Adolfs torg till Kungsportsavenyn 8.
År 1969 flyttade klubben till sin nuvarande adress Broströmska villan på Skyttegatan 1. Huset, som ritades av Arvid Bjerke, köptes 1922 av redaren Dan Broström som bodde där fram till sin död. Hans änka Ann-Ida bodde kvar till 1965. Huset övertogs sedan av Sveriges Redareförening, som sålde fastigheten till klubben 1987.

## Medlemmar
Klubben har genom åren haft en rad prominenta medlemmar, bland andra Victor Hasselblad och Björn Prytz. Klubbens medlemsantal 2015 är cirka 1100 medlemmar.
Klubbens ordförande:
1991-1996 Lars Ungerth, 1997-2002 Bo C E Ramfors, 2003-2007 Oscar von Sydow,
2008-2014 Robert Sinclair, 2015-2019 Leon Montell, 2019- Lars-Eric Boreström
Klubbens intendent/VD:
2000-2017 Carl-Gustaf Mann, 
2017-2020 Pether Ribbefors
2020-   Ulf Magnusson